# لیگ برتر والیبال زنان ایران ۱۳۸۵
لیگ برتر والیبال زنان ایران ۱۳۸۵ ششمین دوره مسابقات والیبال لیگ برتر زنان و بالاترین سطح مسابقات باشگاهی والیبال زنان در ایران است که با حضور ۱۰ تیم از ۲۵ آبان‌ماه ۱۳۸۵ آغاز شد و تا ۳۰ فروردین ۱۳۸۶ ادامه داشت. در این مسابقات ۹۰ مسابقه انجام شد و در پایان تیم‌های ذوب‌آهن اصفهان ، هما تهران و برق تهران به ترتیب عنوان های اول تا سوم را به خود اختصاص دادند. تیم‌های هیات والیبال گیلان، شمال‌غرب تهران و دانشگاه آزاد نیز به ترتیب چهارم تا ششم شدند.

## رده بندی پایانی
| رتبه | تیم                | امتیاز | صعود و سقوط |
| ---- | ------------------ | ------ | ----------- |
| ۱    | ذوب‌آهن اصفهان      | ۳۴     |             |
| ۲    | هما تهران          | ۳۴     |             |
| ۳    | برق تهران          |        |             |
| ۴    | هیات والیبال گیلان |        |             |
| ۵    | شمال‌غرب تهران      |        |             |
| ۶    | دانشگاه آزاد       |        |             |